# Callicostella irrorata
Callicostella irrorata är en bladmossart som beskrevs av Brotherus 1907. Callicostella irrorata ingår i släktet Callicostella och familjen Hookeriaceae. Inga underarter finns listade i Catalogue of Life.